# Сугестибилност
Сугестибилност је релативно трајна подложност сугестији, манифестована као спремност да се некритички прихвати туђе мишљење и да се властито понашање промени у складу са наметнутим мишљењем.